# ГВВ (Гаага)
«ГВВ» (нід. HVV) — аматорський нідерландський футбольний клуб з міста Гаага. Заснований завдяки розширенню ГКК, Гаагзького Клубу Крикету. У 1978 році, з нагоди столітнього ювілею клубу, Королева Юліана оголосила про королівське покровительство клубу та додала до його назви префікс Кьонінклюйке («Королівський»), завдяки його ролі першопрохідника в спорті, в тому числі й його заслузі у формуванні Королівської нідерландської футбольної асоціації (KNVB) в 1889 році. З цього часу клуб отримав офіційну назву «Koninklijke Haagse Cricket & Voetbal Vereniging», абревіатура «KHC&VV». Команду було засновано в 1898 році в «Де Діеппут», на кордоні між районами Беноорденхоут та Вассенаар. Тепер у клубі також функціонують секції тенісу, сквошу та дзюдо, загальна кількість членів становить 1750 осіб.

## Історія
ГВВ був заснований в 1883 році. Таким чином, клуб входить до числа найстаріших футбольних клубів Нідерландів. Команда досить швидко досягла успіху, і в 1900 році здобула своє перше чемпіонство, останнє ж чемпіонство «ГВВ» здобув у 1914 році. Двоє гравців клубу у складі збірної Нідерландів стали бронзовими призерами на Олімпійському футбольному турнірі. У 1932 році команда вилетіла з вищого футбольного дивізіону Нідерландів. Починаючи з сезону 2007/08 років на футболці гравців першої команди «ГВВ» знаходиться чемпіонська зірка. А вже наступного ця зірка була розміщена й на формі молодіжної команди. 7 вересня 2008 року ГВВ здобув свою 1000-ну перемогу з моменту свого створення в рамках національних чемпіонатів, сталася ця визначна для клубу подія у виїзному матчі проти «Альфенсе Бойс» (з рахунком 2:1). 
В 1903 році «ГВВ» виграв Кубок Нідерландів, а в 1899, 1904, 1910 (друга команда) роках був фіналістом цього турніру. 1 червня 2009 року в плей-офф за право виходу до Еерстеклассе «ГВВ» переграв «ДСВ» з рахунком 3:1, що дозволило «ГВВ» сезон 2009/10 років розпочати в Еерстеклассе. В сезоні 2009/10 років клуб переміг з рахунком 1:0 перемогу над переможцем чемпіонату Нейвенхоорном в останньому турі чемпіонату, і, таким чином, зберіг прописку в дивізіоні. Цей матч був останнім на тренерському містку для Кіса Мьоля, якого на цій посаді замінив Гарольд Тжаден, який тренував команду раніше, в 2007 році. Саме під керівництвом Гарольда Тжадена у фіналі плей-оф сезону 2006/07 років за право виходу до Еерстедивізі «ГВВ» переміг з рахунком 3:0 «ОЛІВЕО» та вийшов до Еерстеклассе.

## Досягнення
- Еерстеклассе (Захід)/Ередивізі[4]
  -  Чемпіон (10): 1890/91,[5] 1895/96,[5] 1899/1900, 1900/01, 1901/02, 1902/03, 1904/05, 1906/07, 1909/10, 1913/14

- Кубок Нідерландів
  -  Володар (1): 1903[6]
  -  Фіналіст (3):[6] 1899, 1904, 1910[7]

## Форма
Форма ГВВ складається з жовто-чорної футболки, чорних шортів та жовто-чорних шкарпеток. Виїзна форма представлена червоно-білою сорочкою.

## Відомі гравці
Зазначений період, початок XXI століття, був найуспішнішим в історії, ГВВ був серед постачальників гравців для збірної Нідерландів. Загалом 23 футболісти в період з 1905 по 1933 роки виступали в помаранчевих футболках. Нижче наведено список футболістів, які грали за ГВВ та збірну Нідерландів:
| - Адам Лоу - Ян ван Бреда Коліфф - Мьйоль Кампіоні - Лу Ла Чапелль - Констант Фойз - Дольф Хойнен - Йон Хойнінг - Карел Хеійтінг | - Бойлі Кесслер - Дольф Кесслер - Ді Кесслер - Тонні Кесслер - Мойль ван Леійден - Гуус Лютьйенс - Дік МакНойлль - Мьоль Мундт | - Ян Ноордюйн - Маріус Сандберг - Ян Шоймакер - Гуус де Серьйор - Альберт Снук Хургроньйе - Еетьє Сул - Ренс Вюс |

## Відомі тренери
Найвідомішими тренерами, які працювали в ГВВ, були наступні колишні гравці клубу: Седрік ван дер Гюн («Аякс», «Адо Ден Хааг», «Суонсі Сіті», Англія, ФК «Утрехт»), Ян-Поль Саеюс («Адо Ден Хааг» та «Roda ЖК»), Марк Вьотте та Андре Ветцель. Маартен Фонтейн залишив посаду президента Аяксу та став президентом клубу «Koninklijke Haagse Cricket & Voetbal Vereniging». Марк Куверманс, колишній гравець «Девіс Капу» та нинішній комерційний директор Фейєноорда, зіграв сім ігор за ГВВ та забив 1 м'яч. Під час свого дебюту (30.01.2005) він був найстарішим новачком, який коли-небудь дебютував у складі ГВВ (на той час йому вже виповнилося 37 років).
- Віллем Хесселінк
- Ян-Поль Саеюс
- Седрік ван дер Гюн
- Марк Куверманс
- Марк Вьотте
- Андре Ветцель